# Kenton Duty
 Kenton Duty (Plano, Texas, 12 de maio de 1995), é um ator, cantor e dançarino norte-americano. Ele estrelou como o jovem aspirante e dançarino Gunther Hessenheffer na série original do Disney Channel, No Ritmo.

## Filmografia

### Filmes
| Filmes | Filmes                 | Filmes                 | Filmes             | Filmes                   |
| Ano    | Título Original        | Título no Brasil       | Papel              | Notas                    |
| ------ | ---------------------- | ---------------------- | ------------------ | ------------------------ |
| 2013   | Contest                | Nome não definido      | Matt Prylek        | Estreia no Verão de 2013 |
| 2012   | Amazing Love           | Aprendendo a Amar      | Steve              |                          |
| 2010   | My Name Is Khan        | Meu Nome é Khan        | Reese Garick       |                          |
| 2010   | Crazy on the Outside   | Um Maluco Lá Fora      | Ethan Papadopolous | Co-Protagonista          |
| 2010   | Camp Winoaka           | Campo Winoaka          | Buster             | Protagonista             |
| 2009   | Forget Me Not          | Não Me Esqueças        | Pequeno Chad       | Secundário               |
| 2009   | 2:13                   | 2:13                   | Pequeno Russell    | Secundário               |
| 2009   | The Kings Of Appletown | The Kings Of Appletown | Elenco Adicional   | Elenco Adicional         |
| 2007   | Christmas in Paradise  | Natal no Paraíso       | Michael Marino     | Protagonista             |

### Séries

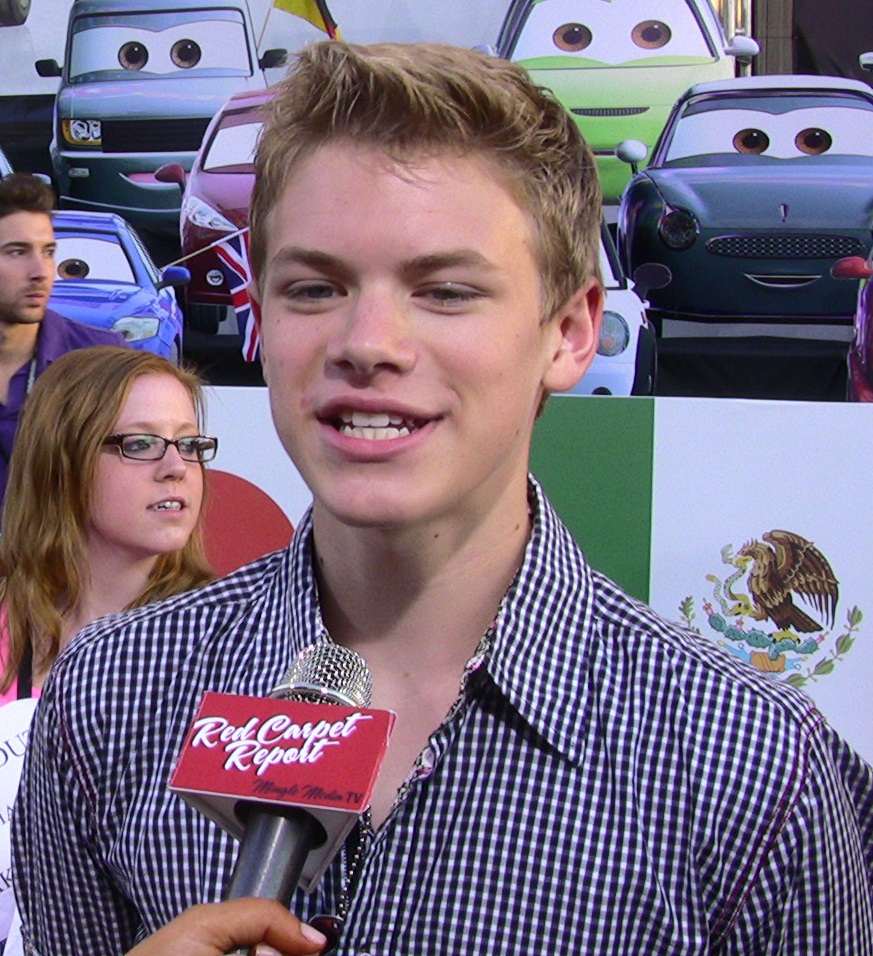
Kenton Duty 2011

| Séries    | Séries                         | Séries                         | Séries                                            | Séries                                                          |
| Ano       | Título Original                | Título no Brasil               | Papel                                             | Notas                                                           |
| --------- | ------------------------------ | ------------------------------ | ------------------------------------------------- | --------------------------------------------------------------- |
| 2011      | Last Man Standing              | Um Homem Entre Mulheres        | Victor Blake                                      | Participação especial (Episódio 1.04 - Last Halloween Standing) |
| 2010-2013 | Shake It Up                    | No Ritmo                       | Gunther Hessenheffer                              | Protagonista (1ª e 2ª Temporadas) ; Recorrente (3ªTemporada)    |
| 2010      | Jimmy Kimmel Live!             | Jimmy Kimmel Live!             | Ele Mesmo                                         | 1 episódio                                                      |
| 2010      | Lost                           | Lost                           | Pequeno Jacob / Adolescente                       | 4 episódios                                                     |
| 2009      | The Jay Leno Show              | The Jay Leno Show              | Rapaz da Escola / Adolescente                     | 2 episódios                                                     |
| 2009      | Ctrl                           | Ctrl                           | Pequeno Ben                                       | 10 episódios                                                    |
| 2008      | Cold Case                      | Arquivo Morto                  | Chuck Pierce '69                                  | 1 episódio                                                      |
| 2006-2007 | The Tonight Show with Jay Leno | The Tonight Show with Jay Leno | Spelling Bee Contestant / Boy #1 / Halloween skit | 4 episódios                                                     |

### Outros Programas
| Programas de Internet entre outros... | Programas de Internet entre outros... | Programas de Internet entre outros... | Programas de Internet entre outros... | Programas de Internet entre outros...                                                  |
| Ano                                   | Título Original                       | Título no Brasil                      | Papel                                 | Notas                                                                                  |
| ------------------------------------- | ------------------------------------- | ------------------------------------- | ------------------------------------- | -------------------------------------------------------------------------------------- |
| 2006-2012                             | Disney 365                            | Disney 365                            | Ele Mesmo                             | Participação Especial (3 episódios - Mary Poppins, Magic of Healthy Living e Newsies)  |
| 2010-2011                             | The Joey & Elise Show                 | The Joey & Elise Show                 | Ele Mesmo                             | Participação Especial (2 episódios - Episódio 1.15 e Olhar Para Trás: 2010 na Revisão) |
| 2008                                  | 3-Minute Game Show                    | 3-Minute Game Show                    | Ele Mesmo                             | Participação Especial (1 episódio - Cheetah Girls: One World - Part 2)                 |

## Discografia

### Singles
| Ano  | Canção       | Outro(s) artista(a)                                | Álbum                      |
| ---- | ------------ | -------------------------------------------------- | -------------------------- |
| 2011 | Monster Mash | Adam Irigoyen e Davis Cleveland                    | Spooky Buddies Soundtrack. |
| 2012 | Roam         | Caroline Sunshine, Adam Irigoyen e Davis Cleveland | Roam (single)              |
| 2012 | Show Ya How  | Adam Irigoyen                                      | Shake It Up: Live 2 Dance  |